# Crataegus sororia
Crataegus sororia es una especie de planta del género Crataegus, perteneciente a la familia Rosaceae.

## Taxonomía
Crataegus sororia fue descrita por Chauncey Delos Beadle en 1900.

## Distribución
Se encuentra en el territorio de Alabama, Florida, Georgia y Carolina del Sur.